# Stavangerstadion
Het Stavangerstadion is een multifunctioneel stadion in Stavanger, een plaats in Noorwegen. 
Het stadion werd geopend in 1955. Bij de renovatie van 2004 werd het toeschouwersaantal gereduceerd van 17.555 tot 5.000.
Het stadion wordt vooral gebruikt voor voetbalwedstrijden, de voetbalclub Viking FK maakte tot 2004 gebruik van dit stadion, totdat zij gebruik gingen maken van het Vikingstadion. In het stadion kunnen ook atletiekwedstrijden worden gespeeld. Zowel het nationale elftal als het elftal onder 21 speelden hier regelmatig internationale wedstrijden.

## Interlands
| Voetbalinterlands | Voetbalinterlands | Voetbalinterlands    | Voetbalinterlands | Voetbalinterlands                           | Voetbalinterlands |
| №                 | Datum             | Wedstrijd            | Uitslag           | Competitie                                  | Toeschouwers      |
| ----------------- | ----------------- | -------------------- | ----------------- | ------------------------------------------- | ----------------- |
| 1                 | 14 augustus 1966  | Noorwegen – Finland  | 1–1               | Noords Kampioenschap 1964/67                | 11.500            |
| 2                 | 3 juli 1969       | Noorwegen – Bermuda  | 3–0               | vriendschappelijk                           | 13.057            |
| 3                 | 21 juli 1971      | Noorwegen – Engeland | 2–1               | vriendschappelijk                           | 8.200             |
| 4                 | 3 augustus 1972   | Noorwegen – IJsland  | 4–1               | WK 1974 kwalificatie                        | 11.000            |
| 5                 | 18 juni 1975      | Noorwegen – Finland  | 1–1               | Olympisch kwalificatietoernooi voetbal 1976 | 12.387            |
| 6                 | 26 oktober 1979   | Noorwegen – Finland  | 1–1               | Olympisch kwalificatietoernooi voetbal 1980 | 9.400             |
| 7                 | 29 april 1982     | Noorwegen – Finland  | 1–1               | Noords Kampioenschap 1981/83                | 5.700             |
| 8                 | 29 oktober 1983   | Noorwegen – DDR      | 1–1               | Olympisch kwalificatietoernooi voetbal 1984 | 1.036             |
| 9                 | 22 augustus 1990  | Noorwegen – Zweden   | 1–2               | vriendschappelijk                           | 10.065            |